# Песниця (община)
Община Песниця (словен. Občina Pesnica) — одна з общин Словенії. Адміністративним центром є місто Песниця-при-Марибору.
Община розташована серед мальовничих словенських пагорбів в долині річки Песниця. Зайнятість має сільськогосподарський характер. Крім того населення зайняте у сфері туризму, малому бізнесі та наданні послуг у них.

## Населення
У 2011 році в общині проживало 7544 осіб, 3794 чоловіків і 3750 жінок. Чисельність економічно активного населення (за місцем проживання), 2837 осіб. Середня щомісячна чиста заробітна плата одного працівника (EUR), 873,93 (в середньому по Словенії 987.39). Приблизно кожен другий житель у громаді має автомобіль (52 автомобілі на 100 жителів). Середній вік жителів склав 42,9 роки (в середньому по Словенії 41.8). 